# Yotsuba&! – Cỏ 4 lá

Bìa Dengeki Daioh tháng 3 năm 2003 với chương đầu tiên của Yotsuba&!

Yotsuba&! (よつばと! Yotsubato) (phiên âm: Yo-tsu-ba-to) là một manga hài hước của tác giả Azuma Kiyohiko, tác giả của Nữ sinh trung học (manga). Tại Nhật Bản, truyện được phát hành vào tháng Một năm 2003 trên tạp chí Dengeki Daioh, và đã phát hành được 16 tập Tankōbon cho tới thời điểm hiện tại. Tại Việt Nam, truyện từng được mua bản quyền và xuất bản bởi TVM Comics, Nhà xuất bản Thông Tấn chịu trách nhiệm in ấn tại Việt Nam với tên gọi Yotsuba - Cỏ 4 lá. Vào năm 2024, IPM đã mua bản quyền và tái xuất bản Yotsuba&! cùng Nhà xuất bản Hồng Đức chịu trách nhiệm in ấn.

## Cốt truyện
Những câu chuyện xoay quanh Koiwai Yotsuba (小岩井 四葉), một cô bé 5 tuổi tìm hiểu về thế giới xung quanh mình và cuộc sống tại ngôi nhà mới. Các câu chuyện mang tính chất tươi sáng và vui vẻ, nhưng rất phong phú. Mỗi chương được đặt tên với cụm từ Yotsuba &...! (như "Yotsuba & Vẽ tranh!")
Mọi thứ bắt đầu khi Yotsuba cùng ba nuôi là chú Koiwai (小岩井) đến sống tại ngôi nhà mới. Sau những sự việc rắc rối, Yotsuba nhanh chóng làm quen ba người con gái trong nhà Ayase. Ngoài ra, Yotsuba còn làm quen với rất nhiều người trong thị trấn. Những nhân vật trong truyện cùng Yotsuba qua những câu chuyện hằng ngày trong cuộc sống, tuy đơn giản nhưng vui nhộn, đã làm cho truyện tranh Yotsuba trở nên cuốn hút và gần gũi với nhiều độc giả, nhất là với trẻ em.

## Nhân vật chính

### Nhà Koiwai
Koiwai Yotsuba (小岩井 四葉 (Tiểu Nham Tỉnh Tứ Diệp)), 5 tuổi, một cô bé kì lạ, vui vẻ, lạc quan và cũng rất tốt bụng. Yotsuba là  con nuôi của chú Koiwai. Nói về nơi cô bé đến từ, cô bé nói: "Ở bên trái" và "Trước đó em ở một nơi xa lắm, phải đi máy bay kia". Cho đến tập mới nhất, chúng ta vẫn chưa có thông tin chính xác về nơi ở của cô bé trước khi chuyển nhà.
Tên Yotsuba có nghĩa là "bốn lá", chúng ta có thể dịch là cỏ bốn lá (đó cũng là một tên khác của bộ truyện này ở Việt Nam). Trong chương "Yotsuba & Quà tặng!", Yotsuba đã tặng Asagi một nhánh cỏ bốn lá. Thực sự Yotsuba được tác giả thiết kế rất giống cỏ bốn lá, với mái tóc màu xanh và bốn bím tóc chĩa ra bốn phía, đây là một sự thú vị khi độc giả phát hiện ra điều này, cũng là một phần trong sự hấp dẫn của bộ truyện này.
Koiwai Yousuke (小岩井 葉介 (Tiểu Nham Tỉnh Diệp Giới))/ Ba (とうちゃん, tō-chan?), Koiwai là ba nuôi của Yotsuba và cũng là người đã nhận nuôi cô bé. Về điều này, Koiwai đã nói với Fuka: "Chú gặp nó ở nước ngoài, rồi nhận nuôi và chăm sóc như con". Koiwai cũng có thể nói là 1 người khá đẹp trai.
Về tính cách và cuộc sống, Koiwai là một người đàn ông sống khá thoải mái. Anh ta là một dịch giả và thường làm việc ở nhà. Tính cách anh ta cũng kì lạ tương đương Yotsuba, và cũng hơi giống Jumbo, bạn của anh ấy.
Là người lớn duy nhất ở trong nhà, Koiwai phải nấu ăn và làm tất cả việc nhà, thỉnh thoảng là với sự trợ giúp của Yotsuba. Có thể nói Koiwai là một ông bố tốt.

### Nhà Ayase
Ayase Asagi (綾瀬 あさぎ Lăng Lai Triều Nghi) là đứa con lớn nhất trong nhà Ayase, cũng là chị cả, Asagi là sinh viên đại học. Cô ấy sống khá thoải mái và vui vẻ, tỉnh thoảng trêu chọc người khác. Trong nhà Ayase, Asagi là người quản lý Yotsuba tuyệt nhất, thậm chí cô ấy còn hay trêu chọc cô bé. Ayase không bao giờ lúng túng trước những hành động của Yotsuba mà ngược lại còn ăn theo. Nói chung, Asagi là một cô gái xinh đẹp và vui vẻ.
Ayase Fuka (綾瀬 風香 Lăng Lai Phong Hương) là đứa con lớn thứ hai trong nhà Ayase, Fuka 16 tuổi và đang học trung học. Fuka có tính cách hơi kì cục và tự tin quá mức và vì thế thỉnh thoảng bị "phê bình". Bằng chứng là Fuka thường mặc những cái áo phông có hình rất kì cục, cô gái thậm chí thích thú với chiếc áo thun mang chữ "Khổ qua" do chị Asagi tặng sau chuyến đi từ Okinawa về. Ngoài ra có thể nói Fuka khá thực tế nên thường không khỏi lúng túng trước những trò quái đản của Yotsuba (như trèo lên trụ điện và kêu ve ve).
Fuka có vẻ ngoài khá xinh đẹp nên thường được các chàng trai để ý và tán tỉnh. Nhưng cô gái này cũng từng bị thất tình trong chương "Yotsuba & Thanh xuân!".
Ayase Ena (綾瀬 恵那 Lăng Lai Huệ Na) là đứa con gái út của nhà Ayase, cô bé chỉ lớn hơn Yotsuba một chút. Ena là cô bé có cá tính mạnh mẽ. Cô bé thấy thích thú với việc làm cá mà Miura, bạn cô bé rất né tránh trong chương "Yotsuba & Câu cá!". Tương tự, Ena không hét lên khi nhìn thấy một con ếch to đùng Yotsuba mang đến như Fuka mà thích thú và xuýt xoa rằng con ếch "dễ thương quá".
Không như Fuka thường lúng túng trước những hành động của Yotsuba, Ena thường tỉnh bơ và cùng Yotsuba khám phá cái gì đấy.
'Cô Ayase (綾瀬家の母, Ayase-ke no Haha?)/ Mẹ (かーちゃん, kā-chan?) là mẹ của ba đứa con gái nhà Ayase.

### Nhân vật khác
Takashi Takeda (竹田 隆) / "Jumbo" (ジャンボ) là một người bạn thiếu thời của Kowai và sau này trở thành bạn cùng chơi với Yotsuba. Takashi có thân hình to lớn và cao tới 210 cm, điều này đã làm kinh ngạc 4 mẹ con nhà Ayase khi lần đầu gặp mặt. Yotsuba rất quý mến Takashi và thường gọi anh là "Jumbo", đây cũng trở thành tên mà các nhân vật khác trong truyện gọi anh. 